# دون هوغن تشارلز
دون هوغن تشارلز (بالإنجليزية: Don Hogan Charles)‏ هو مصور أمريكي، ولد في 9 سبتمبر 1938 في نيويورك في الولايات المتحدة، وتوفي بنفس المكان في 15 ديسمبر 2017.